# Rebutia diersiana
Rebutia diersiana Rausch, 1975, es una especie fanerógama perteneciente a la familia de las Cactaceae. Actualmente es un sinónimo de Aylostera pygmaea.

## Distribución
Es endémica de Bolivia. Es una especie inusual en las colecciones.

## Descripción
Es una planta perenne carnosa, cilíndrica de color verde armada de espinos  y  con las flores de color amarillo.